# Palazzo della Questura (Trieste)
Il palazzo della Questura, già Casa del Fascio, è un edificio di Trieste situato in via Matteo Demenego e Pierluigi Rotta 2. Originariamente utilizzato come sede della sezione triestina del Partito Nazionale Fascista, l'edificio è costruito nello stile del razionalismo italiano. All'interno e nei pressi di tale edificio il 4 ottobre 2019 avvenne l'omicidio di due agenti della polizia ad opera di un dominicano da poco arrestato.

## Storia

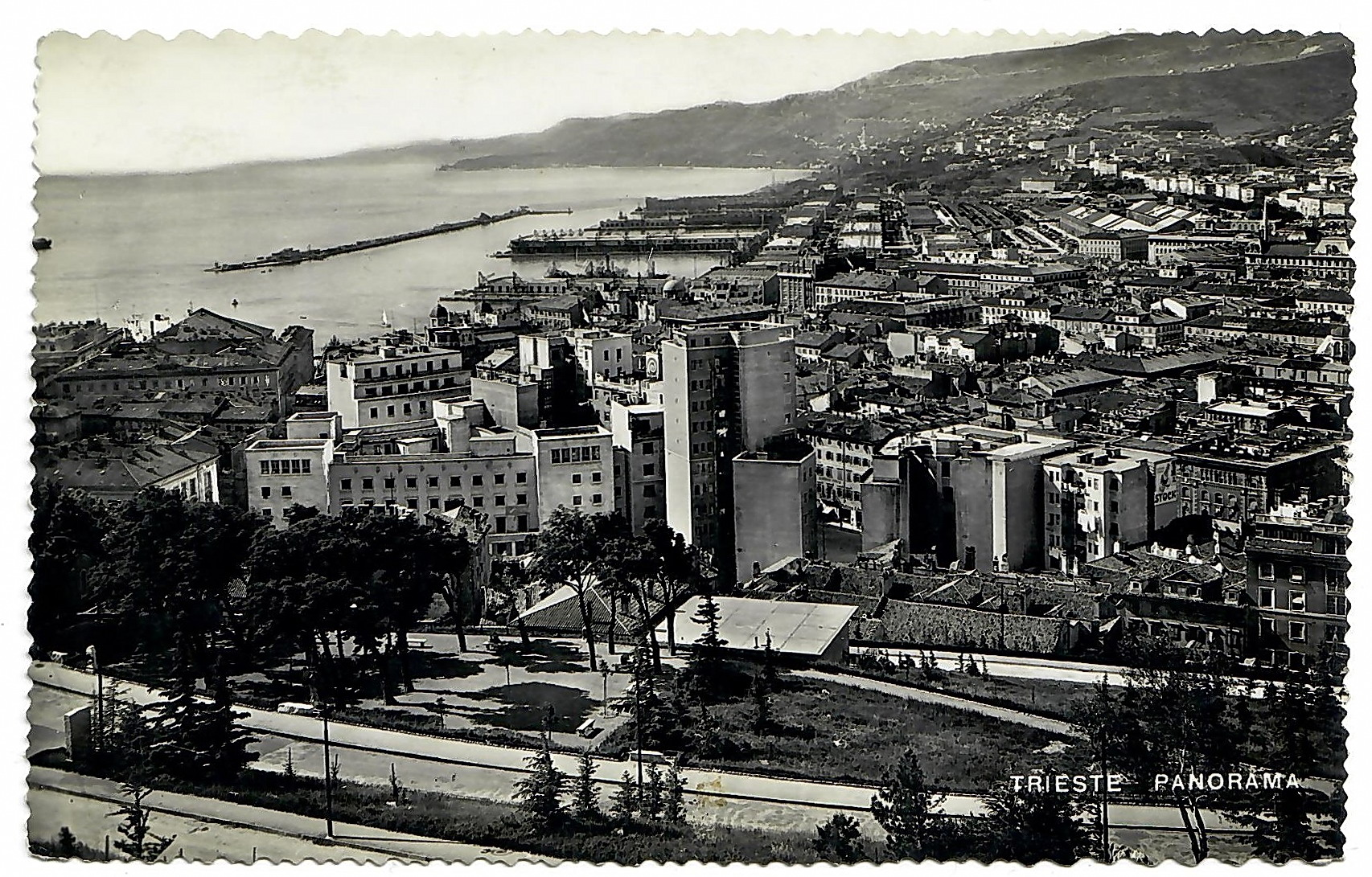
Panorama Triest, 1948, con la sede del Comando del Governo Militare (a sinistra)

Nel 1934 il podestà Enrico Paolo Salem indisse una gara per la costruzione della casa del fascio locale. A vincere la gara furono gli architetti Raffaello Battigelli e Ferruccio Spangaro, risultati vincitori contro grandi nomi dell'architettura dell'epoca come Umberto Nordio. La prima pietra fu deposta da Benito Mussolini nel corso di una visita nel 1938, ma i lavori iniziarono effettivamente solo nel 1940 e furono completati nel 1942. 
Dopo la caduta del regime fascista e la fine della seconda guerra mondiale nel 1945, l'edificio fu adibito a sede del Comando del Governo Militare Alleato fino al 1954, anno in cui Trieste ritornò ufficialmente all'Italia. Da allora è sede della Questura.

## Descrizione

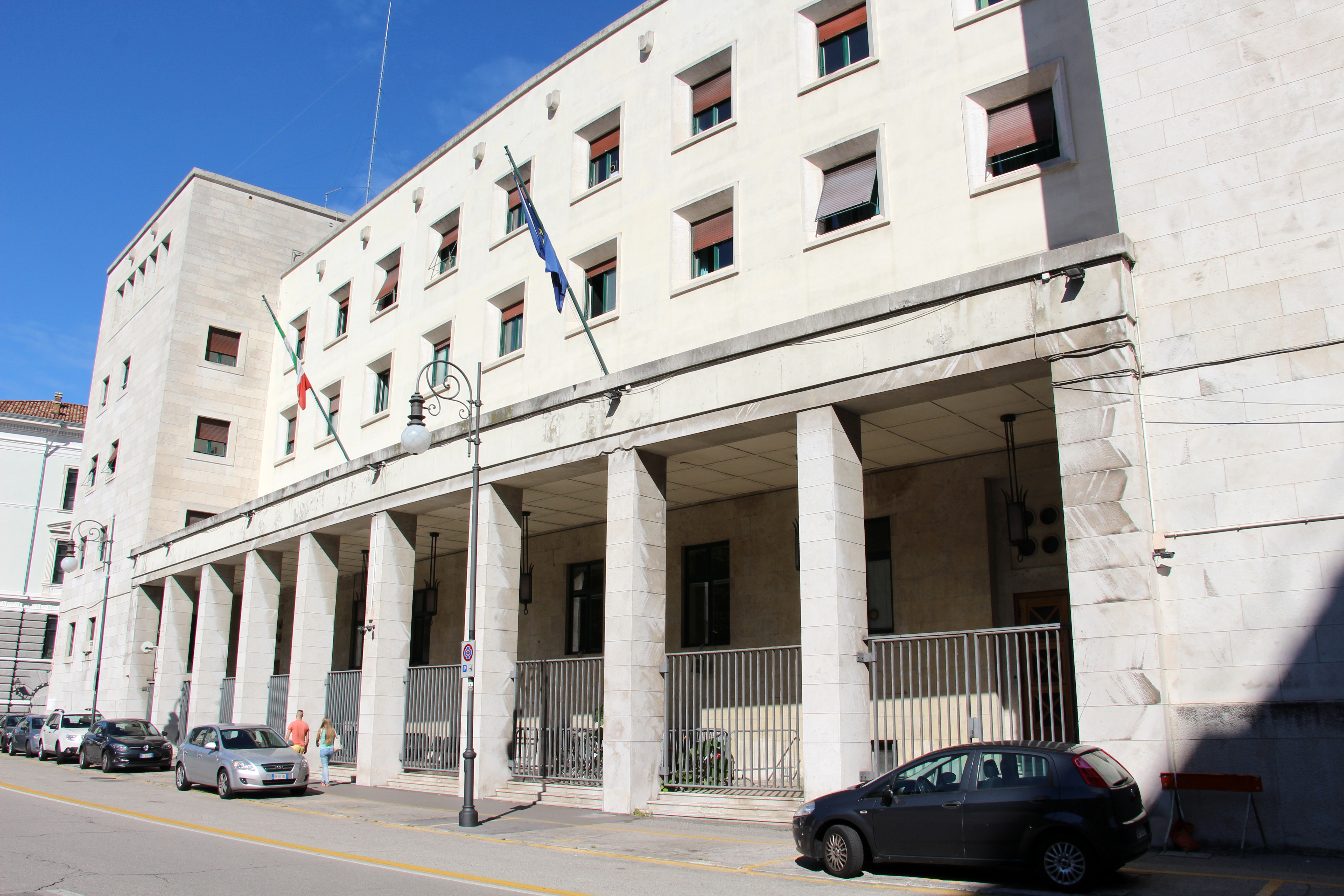
L'edificio nel 2017 prima dei lavori di pulizia e restauro

L'edificio è costruito lungo la via del Teatro Romano (ex Corso Littorio), anche se l'ingresso principale si trova in via Matteo Demenego e PierLuigi Rotta (ex via Tor Bandena). L'edificio ha pianta trapezoidale ed è costruito su cinque piani. La nota più caratteristica sono forse le torri angolari, con ampie aperture, probabilmente un riferimento ai 'quadriburgium', degli avamposti fortificati che in epoca romana segnavano il confine dell'impero. Da notare poi come la facciata prospiciente il teatro romano abbia una forma arcuata, quasi a riprendere la curvatura del teatro stesso. L'edificio è costruito in pietra calcarea bianca. All'interno gli ambienti più significativi sono il famedio, a ricordo dei caduti del corpo di polizia ed l'auditorium, che servì da teatro stabile triestino fino agli anni '80. Da allora tale auditorium è caduto in uno stato di disuso ed abbandono, anche se di recente le autorità locali hanno intrapreso iniziative di bonifica dall'amianto e di restauro dell'edificio. La sala ha un passato glorioso, in quanto, tra altre importanti esibizioni, Claudio Abbado vi debuttò come direttore d'orchestra nel 1959.

## Omicidio Demenego e Rotta
Il giorno 4 ottobre 2019 il trentenne dominicano Alejandro Augusto Stephan Meran, che si trovava in stato di arresto presso la questura, rubò le pistole dei due agenti, freddandoli. Ha poi sparato, ripreso dalle telecamere di sorveglianza, nell'atrio e fuori dall'edificio fino ad esaurire i caricatori. L'uomo si è fermato a seguito di un colpo di pistola all'inguine da un altro agente.
Meran è accusato di duplice omicidio e di sette tentati omicidi. Al momento si trova in regime di trattamento sanitario obbligatorio presso il reparto di psichiatria di Borgo Trento a Verona. La perizia curata dal dott. Stefano Ferracuti, richiesta dagli avvocati Alice e Paolo Bevilacqua, difensori dello stesso Meran, ha stabilito che all'epoca dei fatti Meran soffriva già di schizofrenia e che quindi la volontà di intendere risultava fortemente compromessa.
La sentenza di assoluzione è stata letta dal giudice della Corte di Assise Enzo Truncellito il giorno 6 maggio. L'omicida, data la pericolosità dell'individuo non sarà tuttavia rilasciato ma trasferito dal carcere di Verona ad una struttura di ricovero REMS, dove rimarrà per almeno trent'anni.. La sentenza è stata poi confermata in sede di appello in data 28 aprile 2023.